# Walvis Bay nemzetközi repülőtér
A Walvis Bay nemzetközi repülőtér (IATA: WVB, ICAO: FYWB) Namíbia egyik nemzetközi repülőtere, amely Walvis Bay közelében található. Éves utasforgalma 31 222 fő (2020).

## Futópályák
A repülőtér futópályái:
- 09/27 (3500 m, 60 m, aszfalt)

## Forgalom
Az utasforgalom az elmúlt években az alábbi módon változott:
| Utasok száma | 67 445 | 74 862 | 85 089 | 89 707 | 84 854 | 107 163 | 119 664 | 119 141 | 31 222 | 38 221 |
|              | 2008   | 2009   | 2011   | 2012   | 2014   | 2015    | 2017    | 2018    | 2020   | 2021   |